# Atlantic Championship 2008
Atlantic Championship 2008 kördes mellan den 20 april och den 3 november 2008. Markus Niemelä blev mästare.

## Delsegrare
| Datum        | Bana           | Vinnare             |
| ------------ | -------------- | ------------------- |
| 20 april     | Long Beach     | Simona de Silvestro |
| 18 maj       | Laguna Seca    | James Hinchcliffe   |
| 29 juni      | Mont-Tremblant | Junior Strous       |
| 25 juli      | Edmonton       | Jonathan Bomarito   |
| 26 juli      | Edmonton       | Jonathan Summerton  |
| 9 augusti    | Road America   | Jonathan Bomarito   |
| 10 augusti   | Road America   | Jonathan Summerton  |
| 17 augusti   | Trois-Rivières | Jonathan Bomarito   |
| 14 september | New Jersey     | Carl Skerlong       |
| 21 september | Miller         | Markus Niemelä      |
| 3 oktober    | Road Atlanta   | Markus Niemelä      |

## Slutställning
| Plats | Förare              | Poäng |
| ----- | ------------------- | ----- |
| 1     | Markus Niemelä      | 245   |
| 2     | Jonathan Bomarito   | 228   |
| 3     | Jonathan Summerton  | 224   |
| 4     | James Hinchcliffe   | 196   |
| 5     | Junior Strous       | 196   |
| 6     | Carl Skerlong       | 189   |
| 7     | Dane Cameron        | 169   |
| 8     | Simona de Silvestro | 167   |
| 9     | Kevin LaCroix       | 161   |
| 10    | Greg Mansell        | 105   |
| 11    | Frankie Muniz       | 102   |
| 12    | Daniel Morad        | 95    |